# Tyler (Texas)
Tyler település az Amerikai Egyesült Államok Texas államában, Smith megyében, melynek megyeszékhelye is. Lakosainak száma 105 995 fő (2020. április 1.).

## Népesség
A település népességének változása:

| 2010 | 96 900  |
| 2020 | 105 995 |